# Henning Enoksen
Henning Enoksen (Sejerslev, 26 settembre 1935 – 25 settembre 2016) è stato un calciatore danese, di ruolo attaccante.

## Carriera
Fu capocannoniere del campionato danese nel 1958, nel 1962 e nel 1966.

## Palmarès

### Giocatore

#### Club
- Campionato danese: 1

Vejle: 1958
- Coppa di Danimarca: 3

Vejle: 1958, 1959
Aarhus: 1964-1965

#### Nazionale
- Argento olimpico: 1

Roma 1960

#### Individuale
- Capocannoniere del campionato danese: 2

1958 (27 reti), 1966 (16 reti)